# Dorfsulza
Dorfsulza is een  dorp in de Duitse gemeente Bad Sulza in het landkreis Weimarer Land in Thüringen. Het dorp wordt voor het eerst genoemd in een oorkonde uit 1512. In 1907 werd het dorp toegevoegd aan de gemeente Bad Sulza.
Auerstedt · Bergsulza · Dorfsulza · Flurstedt · Gebstedt · Ködderitzsch · Neustedt · Oberneusulza · Reisdorf · Schwabsdorf · Sonnendorf · Stadtsulza · Wickerstedt